# Barbero cirujano

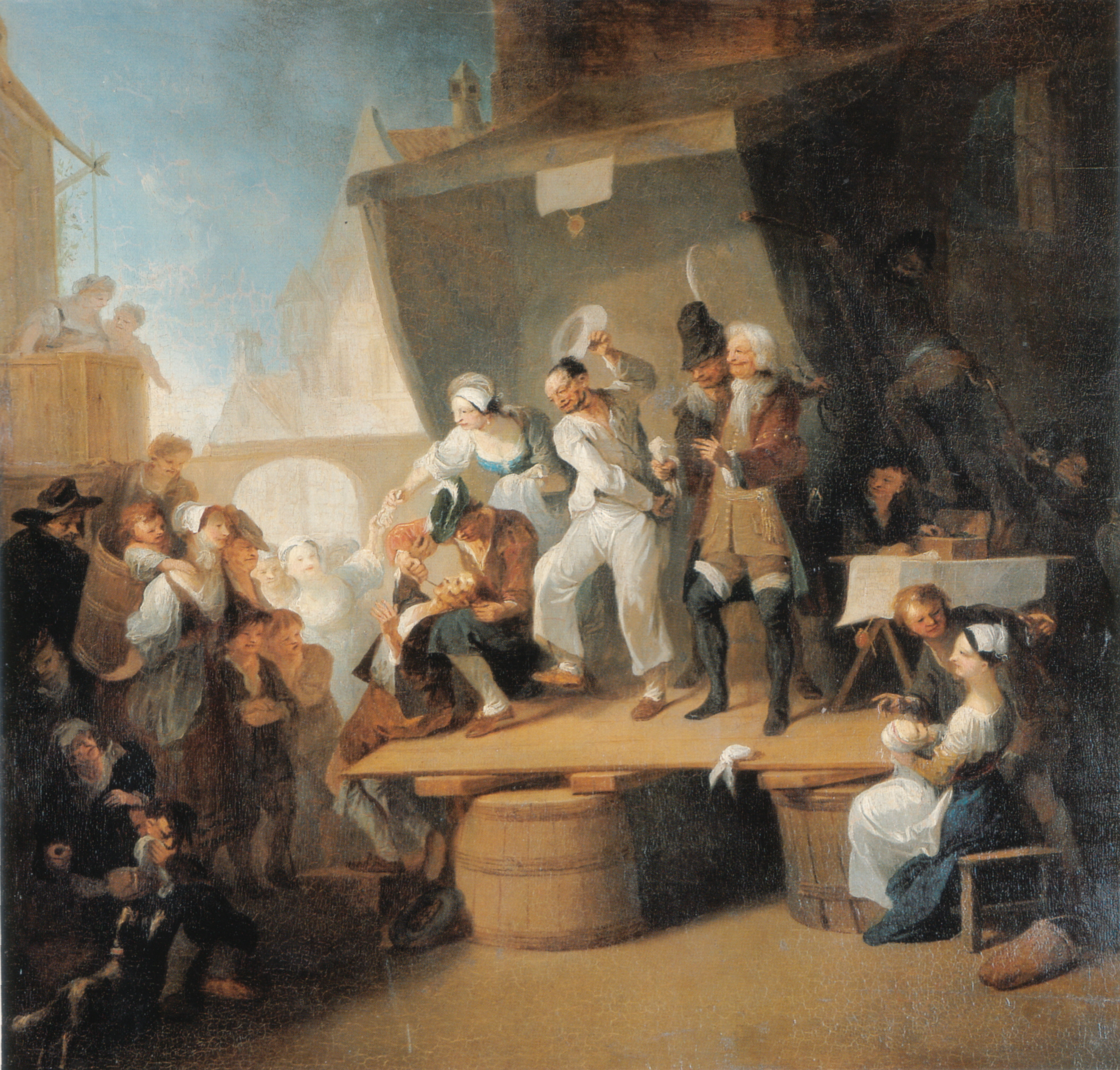
El curandero (c. 1785) de Franz Anton Maulbertsch muestra a cirujanos barberos trabajando.

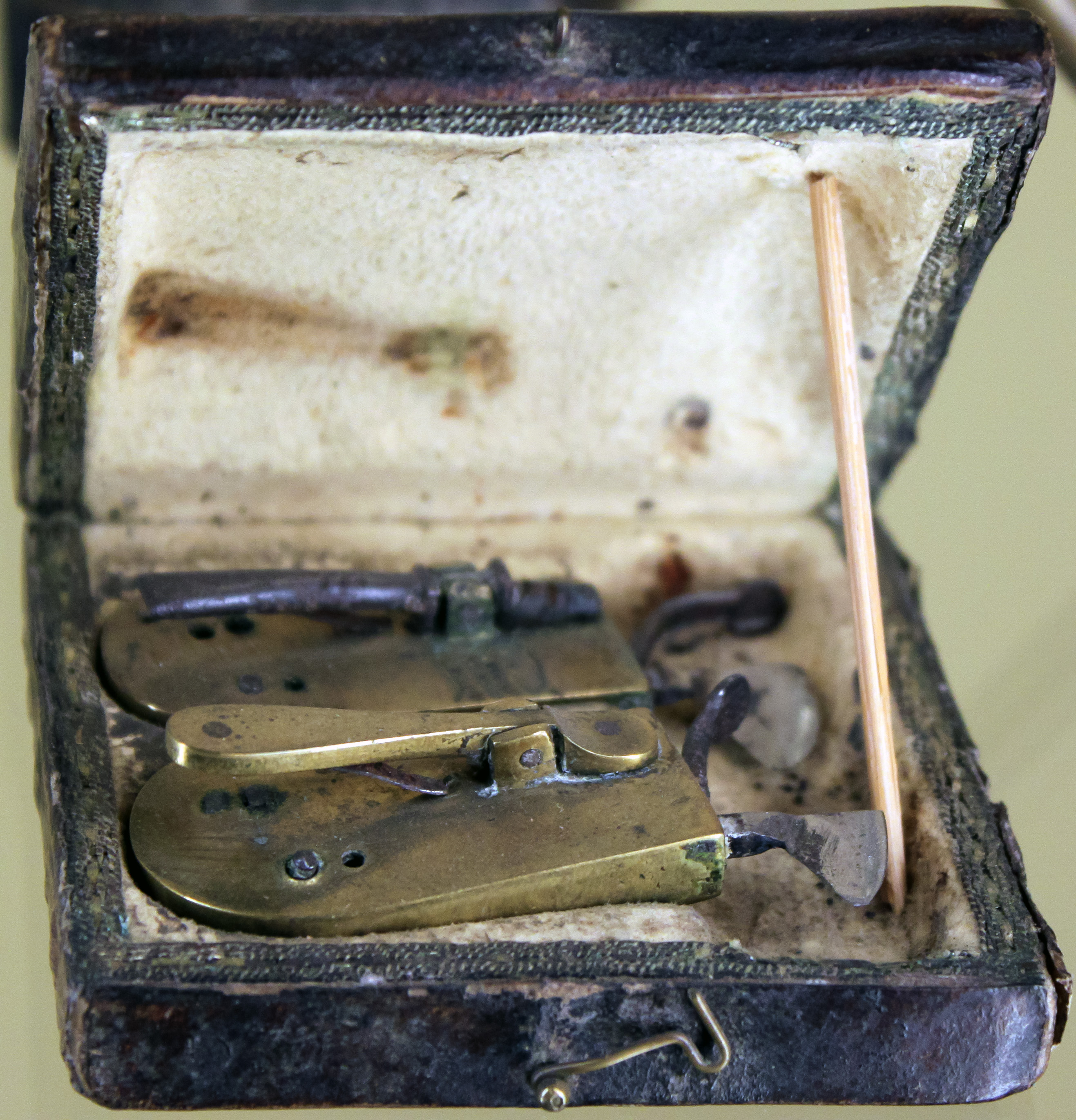
Maletín de sangría de un barbero cirujano, principios del, museo Märkisches de Berlín

Al barbero cirujano, uno de los practicantes de medicina europeos más comunes durante la Edad Media, generalmente se le encargaba el cuidado de los soldados durante y después de las batallas. En esta época, solo de manera infrecuente los médicos llevaban a cabo las cirugías, que eran en cambio realizadas por barberos, quienes, al poseer navajas de afeitar y la coordinación que es indispensable para su oficio, eran llamados a numerosas tareas que iban desde cortar el cabello hasta amputar miembros.
En este período la mortalidad quirúrgica era muy alta, debido a la hemorragia y las infecciones. Sin embargo, en tanto los médicos creían que las sangrías curaban la enfermedad, los barberos también aplicaban sanguijuelas. Los médicos, mientras tanto, se consideraban por encima de hacer cirugías. La mayoría de médicos observaban a pacientes quirúrgicos y ofrecían consultas, pero por lo demás optaban con frecuencia por la academia, trabajabando en universidades o tomando residencia en castillos donde trataban a los ricos.

## Edad Media en Europa
Debido a las regulaciones religiosas y sanitarias monásticas, los monjes debían mantener su tonsura (el tradicional corte rapado en la parte superior de la cabeza de los monjes católicos). Esto creó un mercado para los barberos, pues cada monasterio debía entrenar o contratar barberos. Llevaban a cabo sangrías y otras cirugías menores como sacar dientes o crear ungüentos. Los primeros barberos cirujanos reconocidos como tales trabajaban en monasterios alrededor del año 1000 d. C.
Como los médicos realizaban cirugías con tan escasa frecuencia, se vio durante la Edad Media una proliferación de barberos, entre otros "paraprofesionales" médicos, incluyendo especialistas en cataratas (mediante el procedimiento de empujar el lente a la parte inferior del ojo con una herramienta afilada), herniotomistas, litotomistas, parteras y castradores de cerdos. En 1254, Bruno da Longobucco, un médico italiano que escribió sobre la cirugía, mencionó preocupaciones respecto a que los barberos realizaran flebotomías y escarificaciones.

## Barberos en París e Italia
En París, las disputas entre médicos resultaron en un generalizado patronaje hacia los barberos. La Confrérie de Saint-Côme et de Saint-Damien (Cofradía de San Cosme y San Damián) en París, la primera asociación de cirujanos de Francia, tenía dos niveles de estudiantes de medicina: médicos a los que se les daba una toga académica larga y se les permitía realizar cirugías, y médicos a los que se les daba una toga corta y tenían que pasar un examen especial antes de recibir esa licencia. Los médicos de toga corta mostraban gran resentimiento ante el comportamiento pretencioso de los médicos de toga larga.
Los médicos de toga corta del San Cosme llegaron a un acuerdo con los cirujanos barberos de París de darles clases de anatomía humana en secreto a cambio de que juraran ser dependientes de los médicos de toga corta y les apoyaran. Este acuerdo secreto existió desde más o menos la época de la fundación del San Cosme en 1210 hasta 1499, cuando el grupo de barberos cirujanos solicitó se les dieran sus propios cadáveres para realizar sus demostraciones anatómicas. En 1660, los cirujanos barberos reconocieron finalmente el dominio de los médicos.
En Italia, en cambio, los barberos no fueron tan comunes. La escuela de medicina de Salerno entrenaba a los médicos para que fueran cirujanos competentes, tal y como lo hacían las escuelas de Bolonia y Padua. En Florencia, los médicos y los cirujanos estaban separados, pero el Estatuto florentino sobre el arte de ser médicos y farmacistas en 1349 le asignó a los barberos un estatus legal inferior en comparación con el de los cirujanos.

## Barberos en las islas británicas en el período moderno temprano

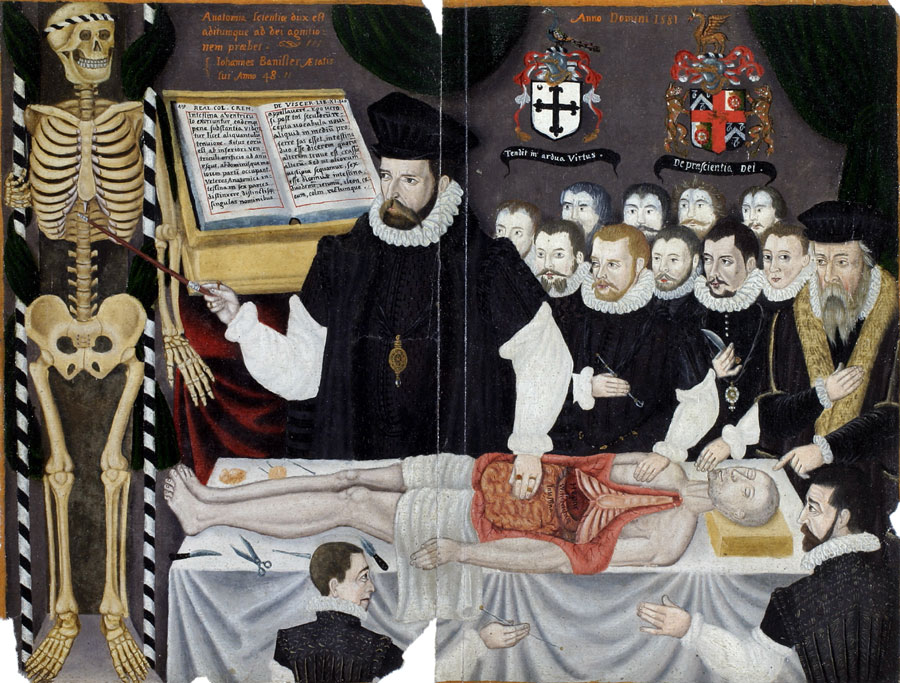
Mesas anatómicas del maestro John Banister, con figuras. Las pinturas muestran un retrato de Banister dando una clase visceral en el Barber-Surgeons' Hall, Monkwell Street, Londres. Alrededor de 1580

El reconocimiento formal de las habilidades de los barberos cirujanos (en Inglaterra al menos) se remonta a 1540, cuando la Fellowship of Surgeons (cofradía de cirujanos, que existían como una profesión distinta pero no eran "doctores ni médicos" por razones que incluyen el que, como profesión, eran entrenados como aprendices y no académicamente) se fusionó con la Compañía de Barberos, una livery company (un gremio, caracterizado por un uniforme particular o "livery") de Londres, para así formar la Compañía de Barberos-Cirujanos. Sin embargo, este oficio empezó a recibir gradualmente más presión de parte de la profesión médica y, en 1745, los cirujanos se separaron de la Compañía de Barberos (que aún existe en la actualidad) para formar la Compañía de Cirujanos. En 1800 se le otorgó una Carta Real a esta compañía y se creó el Royal College of Surgeons (colegio real de cirujanos) de Londres (al que más tarde se le cambió el nombre para abarcar toda Inglaterra; existen colegios equivalentes para Escocia e Irlanda, así como para muchas de las antiguas colonias del Reino Unido, p. ej., Canadá).
Pocos rastros de los vínculos de los barberos con el lado quirúrgico de la profesión médica aún existen. Uno de ellos es el tradicional poste de barbero rojo y blanco, o un instrumento modificado proveniente de un herrero, que se dice que representa la sangre y las vendas asociadas con este rol antiguo. Otro vínculo es el uso británico del título "señor" (Míster o Mr.) en lugar de "doctor" por parte de los cirujanos (al calificarse como cirujanos, por ejemplo, mediante la concesión de un diploma de MRCS o FRCS). Esto se remonta a los días en que los cirujanos no tenían educación universitaria (y mucho menos un doctorado). Este vínculo con el pasado se mantiene a pesar de que todos los cirujanos tienen ahora que obtener un título médico básico y un doctorado (además de pasar varios años más entrenándose en cirugía). Ya no realizan cortes de pelo, una tarea que los barberos aún mantienen.

## Historia
Un cirujano barbero era una persona que podía realizar procedimientos quirúrgicos que incluían derramamiento de sangre, terapia de ventosas, extracción de dientes y amputación. Los barberos también podían aplicar baños, cortar el cabello, afeitar o cortar el vello facial y aplicar enemas. Durante la guerra, los barberos cirujanos servían en el ejército, pero en tiempos de paz podían practicar entre civiles.